# دیدارهای فوتبال ایران و مالزی
تیم ملی ایران و تیم ملی مالزی تاکنون ۴ بار در مقابل یکدیگر قرار گرفته‌اند. حاصل این بازیها، ۴ برد برای تیم ملی ایران بوده است 
در این بازیها جمعاً ۸ گل به ثمر رسیده است که تمامی این ۸ گل سهم تیم ملی ایران میباشد
هر چهار دیدار بین این دو تیم بازی رسمی بوده و هرگز این دو تیم در دیداری دوستانه به مصاف هم نرفته‌اند
ایران و مالزی یک بار  درخاک کشور مالزی بازی کرده آمد و از ۴ بازی این دو تیم فقط یک بازی در خاک ایران بوده است

## اولین بازی
اولین بازی بین این دو تیم در تاریخ ۱۹ آذر ۱۳۴۵ در تایلند از سری مسابقات بازی‌های آسیایی ۱۹۶۶ برگزار شده است که تیم ملی ایران با حساب ۲ بر ۰ تیم ملی مالزی را شکست داده است

## بهترین برد
بهترین برد تیم ملی ایران ذر برابر تیم ملی مالزی با نتیجه ۳ بر ۰ در بازی‌های آسیایی ۱۹۹۰ حاصل شده است

## فاصله بین بردها
تیم ملی ایران تجربه کسب برد در چهار بازی متوالی در برابر تیم ملی مالزی را دارد

## بررسی کلی بازیها
| بردهای ایران | ۴ بازی |             | گل‌های ایران | ۸ گل                             |        | بازی‌های برگزار شده در ایران | ۱ بازی |
| مساوی        | ۰ بازی | گل‌های مالزی | ۰ گل        | بازی‌های برگزار شده در کشور بی‌طرف | ۳ بازی |                             |        |
| بردهای مالزی | ۰ بازی |             |             | بازی‌های برگزار شده در مالزی      | ۰ بازی |                             |        |
| مجموع بازی‌ها | ۴ بازی | مجموع گل‌ها  | ۸ گل        | مجموع بازی‌ها                     | ۴ بازی |                             |        |

## عنوان بازیها
| #   | عنوان بازی            | تعداد بازی | برد ایران | برد مالزی | مساوی |
| --- | --------------------- | ---------- | --------- | --------- | ----- |
| ۱   | بازیهای المپیک آسیایی | ۳          | ۳         | ۰         | ۰     |
| ۲   | جام ملتهای آسیا       | ۱          | ۱         | ۰         | ۰     |
| جمع | جمع                   | ۴          | ۴         | ۰         | ۰     |

## میزبان و میهمان
| بازیهایی که در ایران برگزار شده است       | بازیهایی که در ایران برگزار شده است | بازیهایی که در ایران برگزار شده است | بازیهایی که در ایران برگزار شده است |
| تیم                                       | برد                                 | مساوی                               | باخت                                |
| ----------------------------------------- | ----------------------------------- | ----------------------------------- | ----------------------------------- |
| ایران                                     | ۱                                   | ۰                                   | ۰                                   |
| مالزی                                     | ۰                                   | ۰                                   | ۱                                   |
| بازیهایی که در مالزی برگزار شده است       |                                     |                                     |                                     |
| تیم                                       | برد                                 | مساوی                               | باخت                                |
| ایران                                     | ۰                                   | ۰                                   | ۰                                   |
| مالزی                                     | ۰                                   | ۰                                   | ۰                                   |
| بازیهایی که در کشوری بی‌طرف برگزار شده است |                                     |                                     |                                     |
| تیم                                       | برد                                 | مساوی                               | باخت                                |
| ایران                                     | ۳                                   | ۰                                   | ۰                                   |
| مالزی                                     | ۰                                   | ۰                                   | ۳                                   |

## فهرست کلی بازیها
| # | تاریخ     | نتیجه بازی        | ورزشگاه / شهر                   | عنوان بازیها         | گلزنان                                      |
| - | --------- | ----------------- | ------------------------------- | -------------------- | ------------------------------------------- |
| ۴ | ۱۳۸۶/۴/۲۸ | ایران ۲ - ۰ مالزی | ورزشگاه بوکیت جلیل، کوالالامپور | جام ملت‌های آسیا ۲۰۰۷ | جواد نکونام (۲۹-پ) – آندرانیک تیموریان (۷۷) |
| ۳ | ۱۳۶۹/۷/۲  | ایران ۳ - ۰ مالزی | پکن، چین                        | بازی‌های آسیایی ۱۹۹۰  | فرشاد پیوس (۲۳ و ۷۳ و ۷۷)                   |
| ۲ | ۱۳۵۳/۶/۱۸ | ایران ۱ - ۰ مالزی | آریامهر، تهران                  | بازی‌های آسیایی ۱۹۷۴  | علی پروین (۱۷)                              |
| ۱ | ۱۳۴۵/۹/۱۹ | ایران ۲ - ۰ مالزی | بانکوک، تایلند                  | بازی‌های آسیایی ۱۹۶۶  | حمید شیرزادگان (۲۸) – همایون بهزادی (۵۰)    |

## گلزنان
کلا ۶ بازیکن ایرانی موفق به گلزنی در برابر تیم ملی مالزی شده‌اند که  فرشاد پیوس با زدن ۳ گل بهترین گلزن ایران میباشد

### گلزنان ایران
- ۳ گل : فرشاد پیوس
- ۱ گل : آندرانیک تیموریان – جواد نکونام – علی پروین – حمید شیرزادگان – همایون بهزادی